# Gartenflamingo

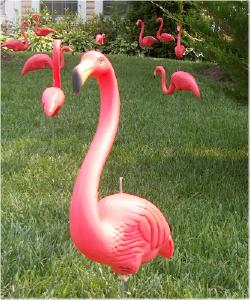
Gartenflamingos im originalen Design: rosa Farbe, gelber Schnabel mit schwarzer Spitze

Gartenflamingos, in den USA als plastic flamingos bekannt, sind Flamingos aus Plastik. In den USA sind sie eine beliebte Gartendekoration. Insbesondere in Florida und anderen südlichen Staaten sind sie mindestens so verbreitet wie Gartenzwerge in Deutschland. Die Flamingos gelten als ein Symbol für Kitsch und brachten ihrem Erfinder Donald Featherstone 1996 den Ig-Nobelpreis für Kunst ein.

## Geschichte

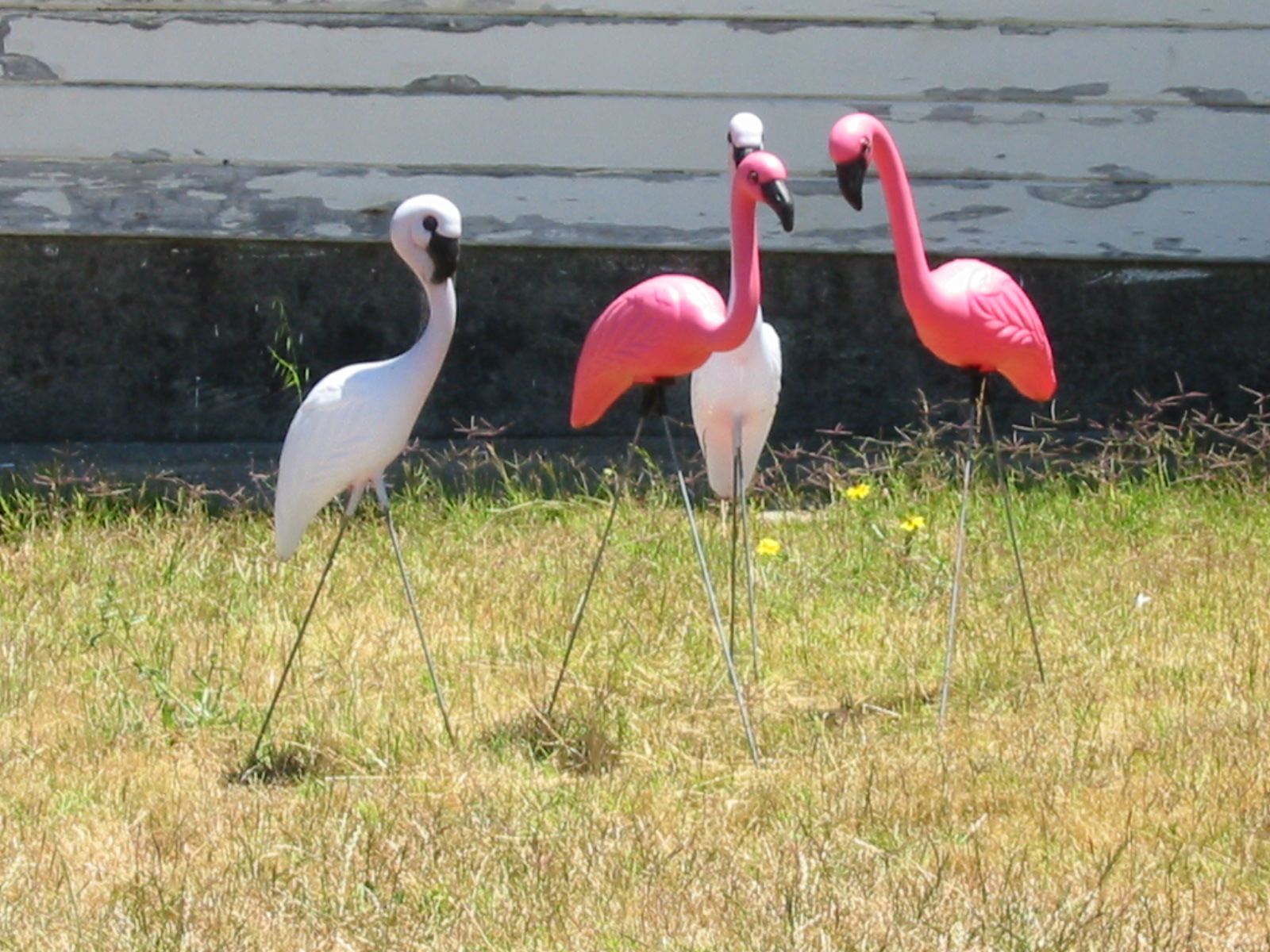
Weiße und rosa Gartenflamingos mit schwarzem Schnabel

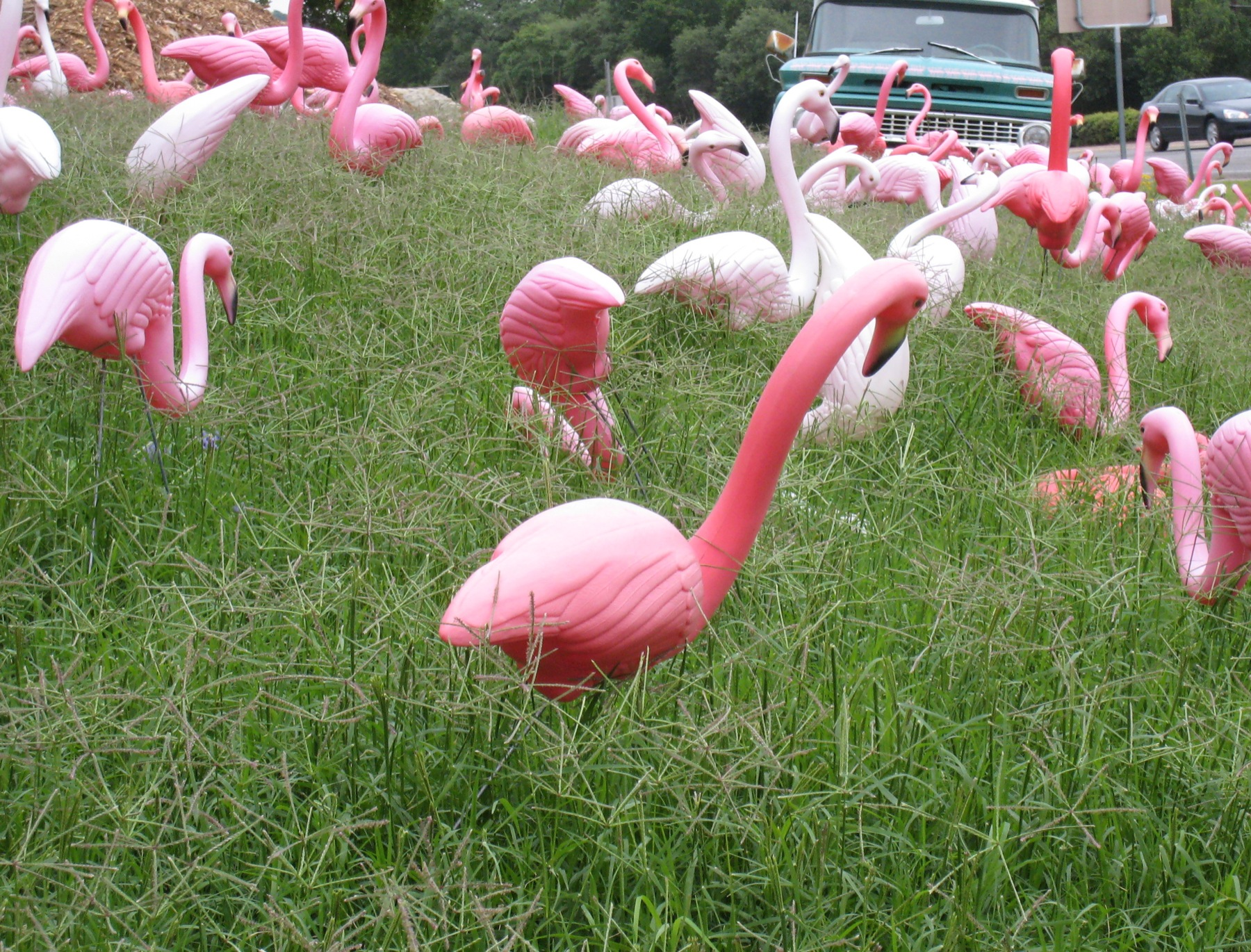
Gartenflamingos in Austin, Texas

Donald Featherstone (1936–2015), genannt Don Featherstone, entwarf die Ur-Flamingos 1957 im Auftrag von Union Products, einer Firma für Gartendekoration in Leominster, Massachusetts. Er hatte zuvor am Worcester Art Museum Kunst studiert. Bei seiner Erfindung ließ er sich von Flamingo-Bildern im Magazin National Geographic inspirieren. Er entwarf danach hunderte weitere Produkte für Union Products und wurde Vorstandsvorsitzender. Nach 43 Jahren ging er 1999 in den Ruhestand.
Nach fast 50 Jahren stellte Union Products die Produktion der Flamingos im Juni 2006 und den Betrieb im November 2006 ein. Finanzierungsprobleme im Zusammenhang mit steigenden Material- und Stromkosten waren der Grund für die Betriebsschließung. Bis dahin waren etwa 20 Millionen Figuren verkauft worden, immer als Zweier-Packung für etwa 10 bis 20 Dollar. Allein Wal-Mart, der größte Abnehmer, hatte zuletzt 250.000 Plastik-Flamingos pro Jahr verkauft. Die Firma HMC International LLC erwarb Union Products mit allen Markenrechten im April 2007 und nahm die Produktion im selben Jahr wieder auf, nun in Westmoreland im Bundesstaat New York. Die Cado Company übernahm Ende der 2000er Jahre Union Products. Seitdem ist Union Products ein Unternehmensbereich der Cado Company. Die Produktion befindet sich nun wieder in Leominster, Massachusetts.
In der ursprünglichen Version sind die Plastikvögel rosa, der Schnabel ist gelb und an der Spitze schwarz. Einer der beiden Vögel aus dem Zweier-Set steht aufrecht mit knapp einem Meter Größe, einer neigt den Kopf zum Boden, als wolle er vom Rasen fressen. Die Beine sind dünne Metallstäbe, die man in den Rasen stecken kann. Unter dem Schwanz befindet sich die Signatur Featherstones. Heute gibt es etliche Produktvarianten, darunter einen blauen Flamingo, einen größeren „Realmingo“ und eine schwarze Zombie-Version mit gruseligem Raubtier-Gebiss.
Robert Thompson, Professor für Populärkultur an der Syracuse University, fasste die Geschichte der Gartenflamingos im Jahr 2006 so zusammen: „Der rosa Flamingo begann als ein Teil des Florida-Booms und der Florida-Exotik, wurde zu einem Symbol der Trash-Kultur und wird jetzt eine Kombination von allem, was wir kennen: Kitsch, Geschichte, Schlichtheit und Eleganz.“

## In der Popkultur
- Der Film Pink Flamingos ist nach ihnen benannt und sorgte dafür, dass sie zu einer Ikone des Trash wurden.
- In der Fernsehserie Alf wird immer wieder auf die Gartenflamingos des benachbarten Ehepaars Ochmonek angespielt.
- In Deutschland erlangten Gartenflamingos insbesondere durch das Computerspiel Die Sims Bekanntheit, in dem sie die billigste Gartendekoration darstellen.
- Im Animationsfilm Gnomeo und Julia kommt ein Gartenflamingo vor, der in Anspielung auf ihren Erfinder Featherstone heißt.
- Im Videospiel Cyberpunk 2077 muss der Protagonist in einer Mission eine gewisse Menge an Gartenflamingos zerstören.

## Trivia
Der Gartenflamingo-Erfinder Don Featherstone hatte 57 Exemplare im Garten seines Sommerhauses in Fitchburg, Massachusetts, um an das Jahr 1957 zu erinnern, in dem er sie erfunden hatte. Er und seine Frau Nancy trugen jahrzehntelang immer Kleidung im Partnerlook, die Nancy genäht hatte. Wegen Nancys Vorliebe für Flamingo-Muster hatten sie nach 35 Jahren mehr als 40 Outfits im Flamingo-Design. Als Featherstone auf dem Sterbebett lag, leisteten ihm angeblich zwei seiner rosa Flamingos Gesellschaft.